# جووانی ویولا

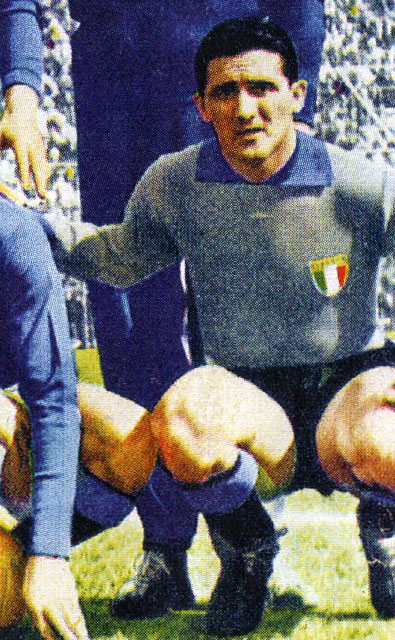
جیووانی ویولا

جیووانی ویولا (به ایتالیایی: Giovanni Viola) بازیکن فوتبال و اهل ایتالیا است که از سال ۱۹۵۴ میلادی عضو تیم ملی فوتبال ایتالیا بوده و در ۱۱ بازی ملی حضور داشته‌است. او در بازی‌های ملی‌اش ۱۵ گل دریافت کرد.
جیووانی ویولا آخرین بازی ملی خود را در سال ۱۹۵۶ میلادی انجام داد.